# Kévin Bérigaud
Kévin Bérigaud (* 9. Mai 1988 in Thonon-les-Bains) ist ein französischer Fußballspieler. Der Stürmer ist seit 2022 ohne Verein.

## Karriere
Kévin Bérigaud spielte ab 2005 in der Jugend des FC Servette in der Schweiz. 2008 wechselte er zum FC Évian Thonon Gaillard, der zu diesem Zeitpunkt in der dritten französischen Liga spielte. Nach zwei Aufstiegen in Folge in den Saisons 2009/10 und 2010/11 schaffte er mit dem Verein den Sprung in die Ligue 1, in der er erstmals am 6. August 2011 beim 2:2 bei Stade Brest zum Einsatz kam. Zum 1. Juli 2014 wechselte Bérigaud innerhalb der Liga zum HSC Montpellier. Das erste Tor für seinen neuen Club erzielte er am 1. November 2014 gegen seinen ehemaligen Verein FC Évian beim 2:0-Sieg. Im Januar 2017 wurde Bérigaud bis Saisonende an den Ligakonkurrenten SCO Angers verliehen. Ein Jahr später wurde er dann vom Paphos FC verpflichtet. 2019 wurde er für ein halbes Jahr an den Riga FC in die lettische Virslīga verliehen, kam dort jedoch zu keinem Einsatz.

## Erfolge
FC Évian Thonon Gaillard
- Aufstieg in die Ligue 2 als Meister der Division 3: 2010
- Aufstieg in die Ligue 1 als Meister der Ligue 2: 2011